# Nature morte aux fruits et au pichet
La Nature morte aux fruits et au pichet (Bodegón con frutas y un jarro) est une huile sur toile (49 x 36,8 cm) de Luis Meléndez (1716-1780) conservée en Espagne, au Musée des beaux-arts de Bilbao (n° d'inventaire 69/173) et réalisée vers 1773. C'est un don de don Laureano de Jado en 1927.

## Description
Cette nature morte est réalisée, comme souvent chez Meléndez, sur une table de bois de cuisine ; mais ses couleurs sont inhabituellement vives. Le pichet d'eau, en faïence de Talavera de la Reina au décor blanc et bleu, se détache par son aspect brillant en contraste avec le bois et le fond neutre, et les maigres feuilles de cerisier à l'aspect poudreux. Il s'agit d'une opposition entre tons froids et tons chauds. Une grande assiette de cerises luisantes (dont l'une est tombée de l'assiette) avec au fond des cerises sur leurs branches, occupe le centre de la scène, avec trois pêches pâles et duveteuses sur le rebord à gauche et une petite bibasse devant. La lumière provient de la gauche. 

## Expositions
Ce tableau a notamment été présenté au public à Dallas à l'exposition Luis Meléndez du Meadows Museum en 1985.